# 1631 a tudományban
Az 1631. év a tudományban és a technikában.

## Születések
- Richard Lower orvos és pszichológus, aki végrehajtotta az első vérátömlesztést († (1691).

## Halálozások
- október 20. – Michael Maestlin csillagász és matematikus (* 1550)